# Beverly Wills
Beverly Wills (* 7. Juni 1933 in Los Angeles, Kalifornien als Beverly Josephine Williams; † 24. Oktober 1963 in Palm Springs, Kalifornien) war eine US-amerikanische Film- und Fernsehschauspielerin.

## Leben
Beverly Wills wurde als Tochter des Schauspieler-Eheepaares Joan Davis (1912–1961) und Si Wills (1896–1977) in Los Angeles geboren. Entsprechend diesem Familienhintergrund absolvierte sie schon im Kindesalter zwei erste Filmauftritte. In den 1950er-Jahren begann Willis als Fernsehdarstellerin zu arbeiten; so hatte sie von 1953 bis 1955 eine wiederkehrende Nebenrolle als Beverly Grossman in der Sitcom I Married Joan, in der er ihre Mutter die Hauptrolle spielte. Der an der Serie arbeitende Schauspieler Jim Backus berichtete später, dass Joan Davis großen Druck auf ihre Tochter ausgeübt habe, ein Filmstar zu werden, und diese unglücklich gewesen sei und oft getrunken habe. Zudem spielte Beverly Wills Nebenrollen in einigen Kinofilmen, darunter ein Auftritt als Dolores, die Zimmerpartnerin von Marilyn Monroe, in Billy Wilders Komödienklassiker Manche mögen’s heiß. Ihr letzter Auftritt, eine Gastrolle in der Serie Mr. Ed, wurde posthum im Januar 1964 ausgestrahlt.
Wills starb im Oktober 1963 im Alter von nur 30 Jahren bei einem Hausbrand, bei dem auch ihre zwei Söhne und ihre Großmutter ums Leben kamen. Offenbar hatte eine Zigarette, die Wills im Bett geraucht hatte, das Feuer ausgelöst. 1952 hatte sie einen Feuerwehrmann geheiratet, von dem sie sich kurz darauf wieder scheiden ließ. Von 1954 bis 1958 führte sie eine zweite Ehe, eine dritte Ehe wurde 1960 geschlossen und hielt bis zu ihrem Tod.

## Filmografie
- 1938: Anaesthesia (Kurzfilm)
- 1945: George White's Scandals
- 1948: Flucht ohne Ausweg (Raw Deal)
- 1948: Fräulein Wildfang (Mickey)
- 1952: Mädels ahoi (Skirts Ahoy!)
- 1953: Small Town Girl
- 1953: The Life of Riley (Fernsehserie, 2 Folgen)
- 1953–1955: I Married Joan (Fernsehserie, 21 Folgen)
- 1954: Alt Heidelberg (The Student Prince)
- 1956: Wenn man Millionär wär’ (The Millionaire, Fernsehserie, Folge 2x32)
- 1956: The People's Choice (Fernsehserie, 2 Folgen)
- 1957: Matinee Theater (Fernsehserie, Folge 3x29)
- 1957: Wells Fargo (Tales of Wells Fargo, Fernsehserie, Folge 2x10)
- 1958: Date With The Angels (Fernsehserie, Folge 2x17)
- 1958: Buckskin (Fernsehserie, Folge 1x07)
- 1959: Manche mögen’s heiß (Some Like It Hot)
- 1961: Ich bin noch zu haben (The Ladies Man)
- 1962: The Tall Man (Fernsehserie, Folge 2x22)
- 1962: Der Pauker kann’s nicht lassen (Son of Flubber)
- 1963: Vacation Playhouse (Fernsehserie, Folge 1x08)
- 1963: Petticoat Junction (Fernsehserie, Folge 1x11)
- 1964: Mr. Ed (Mister Ed, Fernsehserie, Folge 4x15 Zauberspeer und Hasenfuß)